# دماسنج

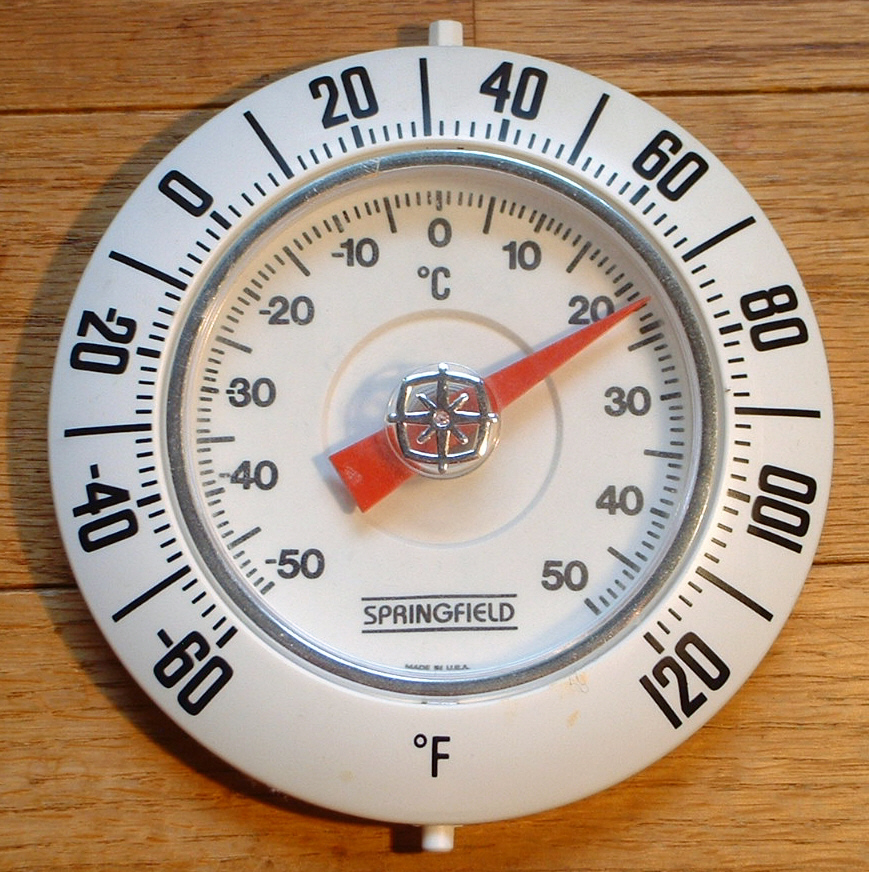
یک دماسنج عقربه‌ای که دما را با واحدهای سلسیوس یا فارنهایت نشان می‌دهد.

دماسنج یا ترمومتر (به فرانسوی: Thermomètre) وسیله‌ای است که دما یا گرادیان دما (درجه گرم یا سرد بودن یک جسم) را اندازه‌گیری می‌کند.در دما سنج الکلی و جیوه ای بر اساس انقباض و انبساط مایع درون دما سنج کار میکند.هر دماسنج دارای دو عنصر مهم است: (۱) یک سنسور دما (به عنوان مثال حباب جیوه در دماسنج جیوه‌ای یا سنسور بیرومتریک در دماسنج مادون قرمز) که با تغییر دما در آنها تغییراتی ایجاد می‌شود. و (۲) روشی برای نمایش این تغییرات به صورت یک مقدار عددی (به عنوان مثال مقیاس مرئی که در دماسنج جیوه‌ای روی شیشه علامت گذاری شده‌است یا نمایشگر دیجیتال در مدل مادون قرمز). دماسنج‌ها به‌طور گسترده‌ای در فناوری و صنعت برای پایش فرایندها استفاده می‌شوند. همچنین در اندازه‌گیری، پزشکی، و تحقیقات علمی کاربرد فراوانی دارند. 

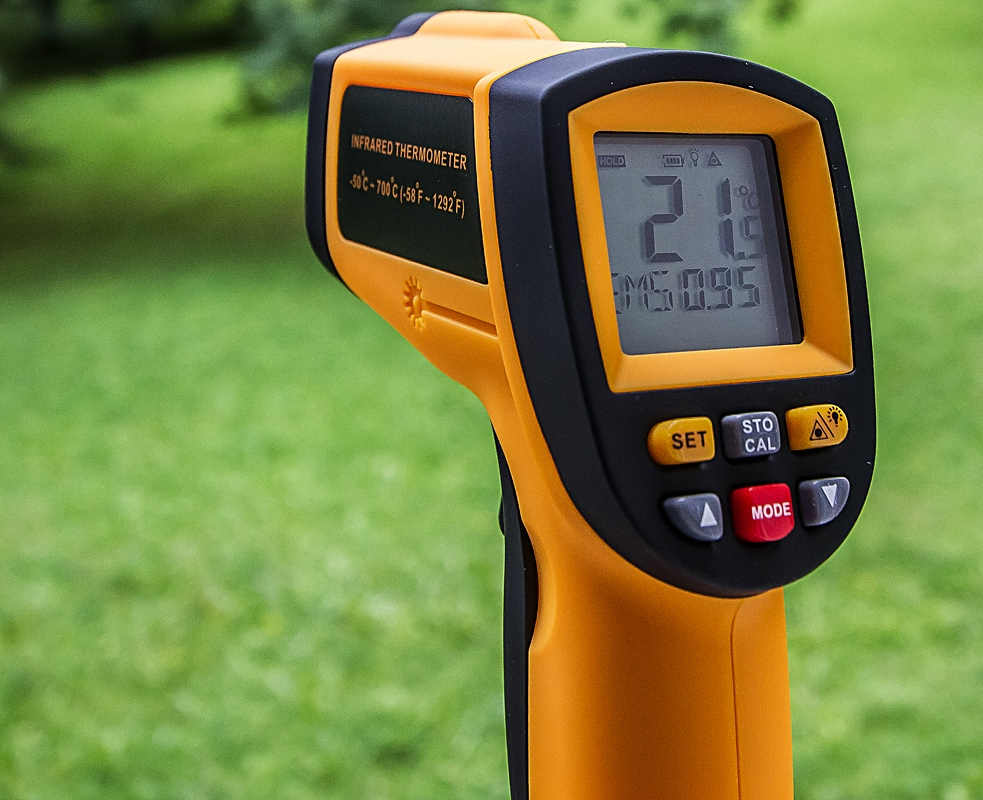
دماسنج مادون قرمز نوعی پیرومتر (بولومتر) است.

اختراع اولین دماسنج معتبر معمولاً به پزشک ایتالیایی سانتوریو سانتوریو (سنکتوریوس، ۱۵۶۱–۱۶۳۶) نسبت داده می‌شود، اما استانداردسازی آن در طول قرن ۱۷ و ۱۸ به پایان رسید. در دهه‌های اول قرن هجدهم در جمهوری هلند، دانیل گابریل فارنهایت با دو موفقیت، انقلابی در تاریخ دماسنجی ایجاد کرد. وی دماسنج جیوه‌ای (اولین دماسنج پرکاربرد، دقیق و کاربردی) و مقیاس فارنهایت (اولین مقیاس درجه حرارت استاندارد که به‌طور گسترده مورد استفاده قرار گرفت) را اختراع کرد.

## اصول فیزیکی کارکرد دماسنج‌ها

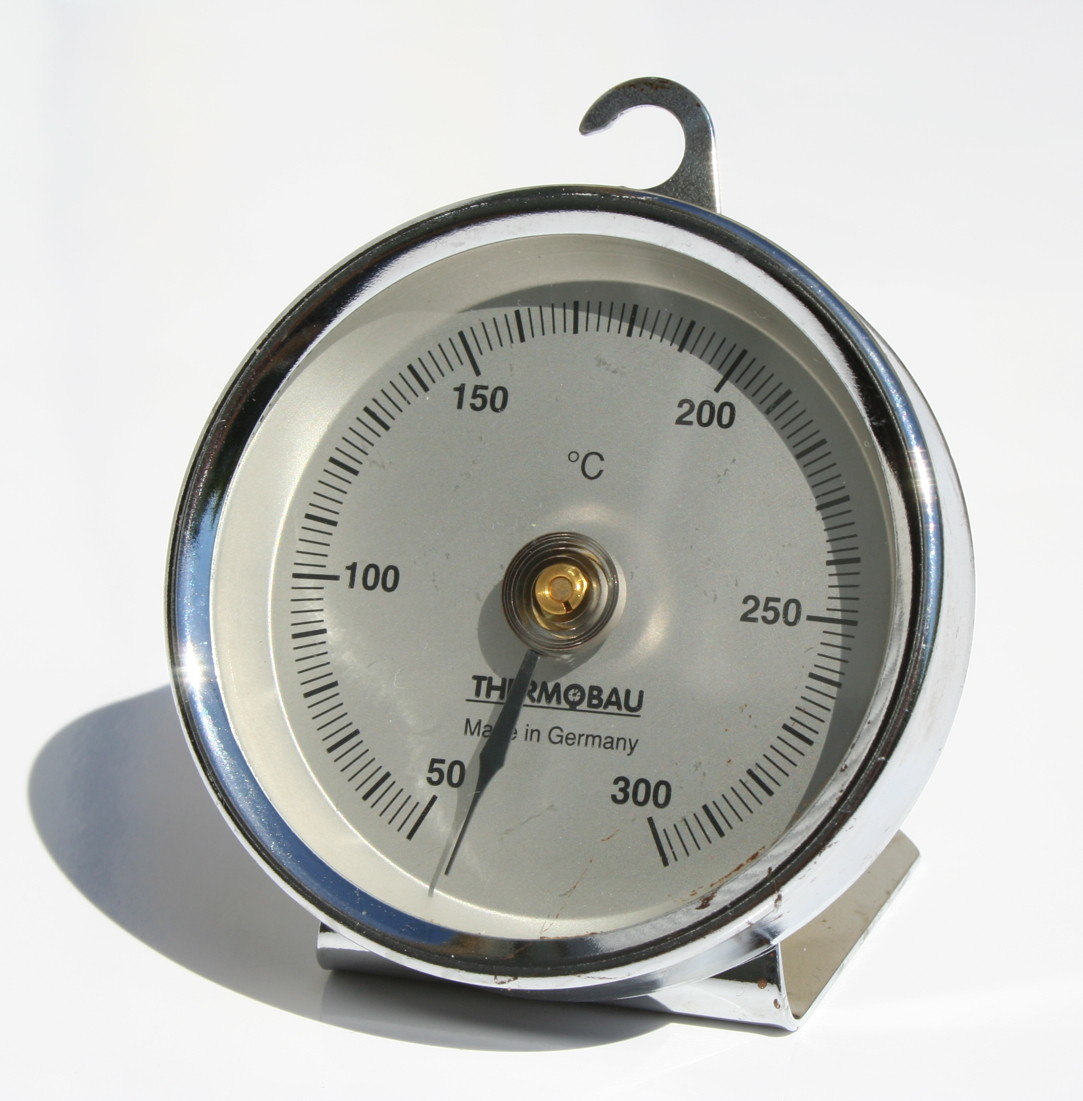
یک دماسنج بی‌متالی که برای اجاق‌های گاز و فر استفاده می‌شود.

دماسنج‌ها را می‌توان به صورت تجربی یا مطلق توصیف کرد. دماسنج‌های مطلق توسط مقیاس دمای مطلق ترمودینامیکی به صورت عددی کالیبره می‌شوند. به صورت کلی دماسنج‌های تجربی لزوماً با دماسنج‌های مطلق از نظر اندازه‌گیری مقیاس عددی کاملاً مطابقت ندارند، اما برای اینکه بتوان آنها را یک دماسنج نامید باید با دماسنج‌های مطلق و با یکدیگر، طبق شرایط زیر مطابقت داشته باشند: با داشتن دو جسم مجزا و در حالت تعادل ترمودینامیکی ایزوله از هم، همه دماسنج‌ها باید بتوانند تشخیص دهند دمای کدام یک از دیگری بالاتر یا با هم مساوی است. برای هر دو دماسنج تجربی، نیازی نیست که رابطه بین قرائت مقیاس عددی آنها خطی باشد، اما این رابطه باید کاملاً یکنوا باشد. این امر یک ویژگی اساسی دما و دماسنج است.

### مواد دماسنجی
انواع مختلفی از دماسنج تجربی بر اساس ویژگی‌های مواد وجود دارد. بسیاری از دماسنج‌های تجربی بر اساس رابطه بین فشار، حجم و دمای مواد دماسنجی کار می‌کنند. به عنوان مثال، جیوه هنگام گرم شدن منبسط می‌شود. هر ماده‌ای که بر اساس این رابطه برای دماسنجی استفاده می‌شود، باید دارای ویژگی‌های زیر باشد:
1. گرمایش و سرمایش آن باید سریع باشد. به عبارت دیگر، زمانی که مقداری گرما وارد بدنه ماده می‌شود، ماده باید بلافاصله به حجم، یا فشار یا دمای نهایی خود برسد؛ مقداری از گرمای وارد شده می‌تواند حجم بدنه ماده را در دمای ثابت تغییر دهد که به آن گرمای نهان انبساط در دمای ثابت می‌گویند؛ و بقیه آن می‌تواند دمای بدنه ماده را در حجم ثابت تغییر دهد که به آن گرمای خاص در حجم ثابت می‌گویند. بعضی از مواد این خاصیت را ندارند و برای توزیع گرما بین تغییر دما و حجم مدتی طول می‌کشد.[۱۴]
2. گرمایش و سرمایش باید برگشت‌پذیر باشد. به عبارت دیگر، این ماده باید بتواند غالباً با همان افزایش و کاهش گرما، گرم و سرد شود و همچنان هر بار به فشار، حجم و دمای اولیه خود بازگردد. بعضی از پلاستیکها این خاصیت را ندارند؛[۱۵]
3. گرمایش و سرمایش باید یکنوا باشد.[۱۶][۱۷] در دمای حدود ۴ درجه سلسیوس، آب این خاصیت را ندارد، و گفته می‌شود از این لحاظ رفتار غیرعادی دارد؛ بنابراین نمی‌توان از آب به عنوان ماده‌ای برای این نوع دماسنج‌ها برای دامنه‌های دمایی نزدیک به ۴ درجه سلسیوس استفاده کرد.[۱۸][۱۹][۲۰][۲۱][۲۲]

### دماسنج حجم ثابت
طبق گفته پرستون (۱۹۴۴–۱۹۰۴)، آنری ویکتور رگنولت دماسنج‌های فشاری با فشار ثابت را نامطلوب دانست، زیرا آنها نیاز به اصلاحات دردسرساز داشتند و به همین دلیل او یک دماسنج هوایی با حجم ثابت ساخت. دماسنج‌های با حجم ثابت راهی برای جلوگیری از مشکل رفتار ناهنجار مانند آب در دمای تقریبی ۴ درجه سلسیوس فراهم نمی‌کنند.

## دماسنج طبی

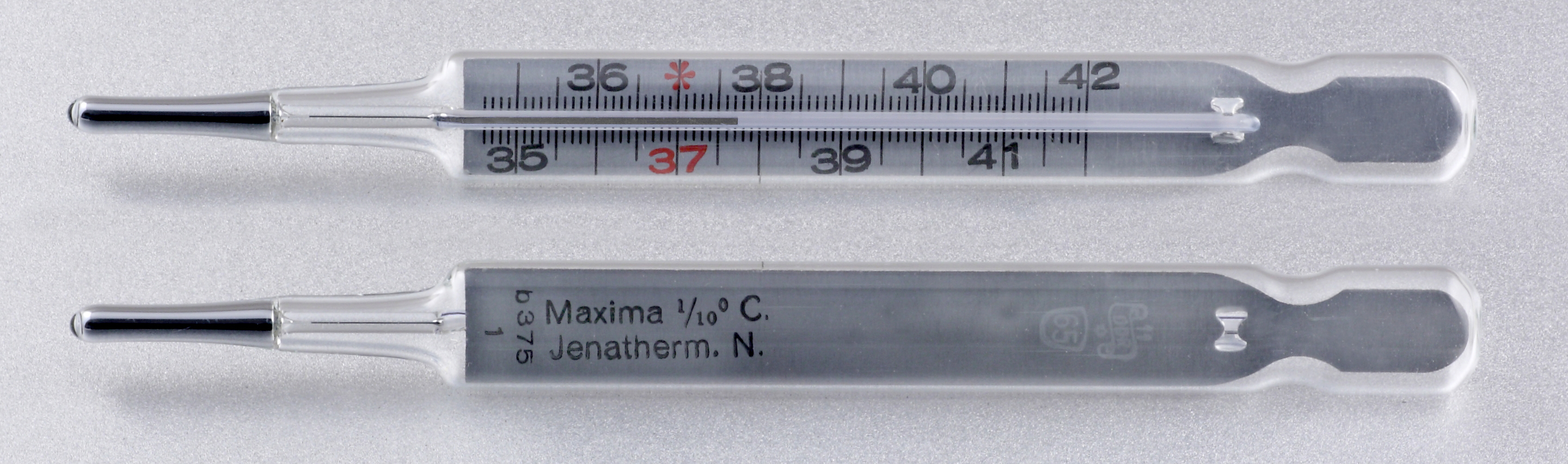
یک دماسنج طبی جیوه‌ای که دمای ۳۷٫۷ درجه سلسیوس یا ۹۹٫۹ درجه فارنهایت را نشان می‌دهد.

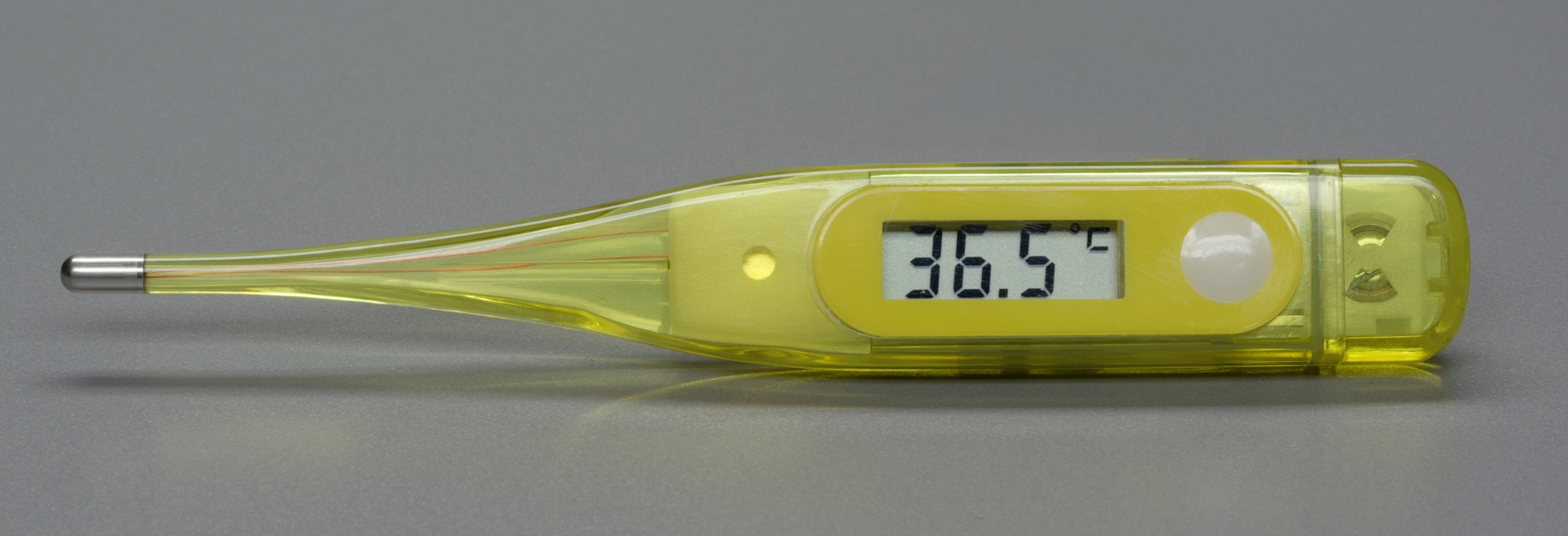
یک دماسنج طبی الکترونیکی.

از دماسنج طبی (که دماسنج بالینی نیز نامیده می‌شود) برای اندازه‌گیری دمای بدن انسان یا حیوان استفاده می‌شود. نوک دماسنج طبی در دهان زیر زبان (دمای دهانی یا زیرزبانی)، زیر بغل (دمای زیر بغل)، از طریق مقعد به داخل رکتوم (دمای مقعد)، داخل گوش (دمای تمپان)، یا روی پیشانی (دمای گیجگاهی) قرار داده می‌شود.
- دماسنجی گوش معمولاً با دماسنج‌های مادون‌قرمز انجام می‌شود.
- دماسنج پیشانی نمونه‌ای از دماسنج کریستال مایع است.
- دماسنج‌های مقعدی و دهانی معمولاً جیوه‌ای بودند اما اکنون عمدتاً ترمیستورهای NTC با نمایشگرهای دیجیتالی جایگزین آنها شده‌اند.[۲۵]

در طول تاریخ از روش‌های مختلف دماسنجی، استفاده شده‌است، از دماسنج گالیله گرفته تا تصویربرداری دمایی. دماسنج‌های طبی مانند دماسنج‌های جیوه‌ای، دماسنج‌های مادون قرمز، دماسنج‌های قرصی و دماسنج‌های کریستال مایع در مراقبت‌های بهداشتی برای تشخصی افراد تب‌دار یا دارای سرماخوردگی تشخیص داده شوند.

## دلیل استفاده از جیوه در دماسنج‌ها
ترمومترهای انبساطی که عمدتاً به عنوان دماسنج جیوه‌ای mercury thermometer معروف هستند و دماسنج محیطی محسوب می‌شوند. دماسنج جیوه‌ای از یک لوله باریک با یک مخزن به شکل کروی یا استوانه ای تشکیل شده‌است که درون آن با مایعی عمدتاً از جنس جیوه یا الکل پر شده‌است.
علت استفاده از جیوه به جای آب
- آب بیرنگ است در نتیجه نمی‌تواند دما را به خوبی نشان دهد.
- آب به دلیل داشتن ظرفیت گرمایی بالا، نسبت به تغییرات درجه حرارت و دما حساس نیست.
- آب زیر صفر درجه یخ می‌زند و بالای ۱۰۰ درجه به جوش می‌آید و تبخیر می‌شود بنابراین در محدودهٔ کمی از دما به صورت مایع است.
- کشش سطحی آب زیاد است و به مقدار زیادی به دیواره می‌چسبد.
- چگالی یا دانسیته کمی در مقایسه با جیوه دارد.[۲۸]

## دماسنج های معیار
دماسنج‌های معیار ابزارهای مهمی در اندازه‌گیری دقیق دما هستند که در تحقیقات علمی و صنعتی کاربرد دارند. سه نوع اصلی دماسنج معیار عبارتند از:
- دماسنج گازی: بر اساس تغییرات فشار گاز در حجم ثابت کار می‌کند و برای اندازه‌گیری دماهای بسیار پایین و بالا مناسب است.
- دماسنج مقاومت پلاتینی: از تغییر مقاومت الکتریکی پلاتین در برابر دما استفاده می‌کند و دقت بالایی دارد.
- تف‌سنج (پیرومتر): برای اندازه‌گیری دماهای بسیار بالا بدون تماس مستقیم با جسم مورد استفاده قرار می‌گیرد.

همچنین دما سنج ترموکوپل پیش از سال ۱۹۹۰ یکی از دماسنج‌‎های معیار بود. اما به دلیل دقت کمتر آن نسبت به بقیۀ دماسنج‌های معیار، برکنار شد.